# Tevin Coleman
Tevin Ford Coleman (* 16. April 1993 in Tinley Park, Illinois) ist ein ehemaliger US-amerikanischer American-Football-Spieler auf der Position des Runningbacks. Neben den Atlanta Falcons und New York Jets spielte er zuletzt für die San Francisco 49ers in der National Football League (NFL).

## College
Coleman besuchte drei Jahre die Indiana University Bloomington. In seinem ersten Jahr am College (2012) spielte er zwölf Spiele, davon zwei als Starter. Coleman lief in 51 Versuchen 225 Yards und erzielte dabei einen Touchdown. Außerdem agierte er als Kick Returner und erzielte dabei einen Touchdown.
In seinem zweiten Jahr bestritt Coleman neun Spiele, alle als Starter. In 131 Versuchen lief er dabei 958 Yards und erzielte zwölf Touchdowns. In seinem letzten Jahr am College brach er mit 2036 Yards den Laufrekord seiner Schule.

## NFL

### Atlanta Falcons
Coleman wurde im NFL Draft 2015 von den Atlanta Falcons in der 3. Runde als 73. Spieler ausgewählt. Sein Rookiejahr begann Coleman als Starter, da Devonta Freeman den Saisonstart aufgrund einer Verletzung verpasste. In seiner ersten Saison lief er für 392 Yards und einen Touchdown.
In die zweite Saison ging Coleman als Backup hinter Freeman. In der 3. Woche der Regular Season erzielte er drei Touchdowns beim 45:32-Sieg gegen die New Orleans Saints. Er erreichte mit den Falcons den Super Bowl LI gegen die New England Patriots, welcher mit 28:34 verloren wurde. In diesem Spiel erzielte Coleman einen Touchdown.
In der Saison 2018 wurde er auf Grund einer saisonbeendenden Verletzung von Devonta Freeman zum Starter ernannt, er spielte 14 von 16 Spielen in der regulären Saison von Beginn an. Coleman konnte in der Saison 800 Yards erlaufen und erzielte 9 Touchdowns, wovon er 5 Touchdowns als Passempfänger erzielte. Mit den Falcons verpasste er 2018 die Teilnahme an den Play-offs. Nach der Saison lief sein Rookievertrag aus und Coleman wurde Free Agent.

### San Francisco 49ers
In der Offseason der Saison 2019 schloss sich Coleman den San Francisco 49ers an und unterschrieb bei diesen einen Zweijahresvertrag über 10 Millionen US-Dollar. In der Saison 2019 erreichte er mit den 49ers den Super Bowl LVI. Dieser wurde jedoch mit 31:20 gegen die Kansas City Chiefs verloren.

### New York Jets
Im März 2021 schloss Coleman sich den New York Jets an. Am 17. März 2022 verlängerte er seinen Vertrag um ein Jahr. Am 30. August 2022 wurde er von den Jets im Rahmen der Kaderverkleinerung auf 53 Spieler entlassen.

### Rückkehr zu den San Francisco 49ers
Am 21. September 2022 nahmen die 49ers Coleman zunächst für ihren Practice Squad unter Vertrag.